# SK-Babies
SK-Babies ist eine deutsche Fernsehkrimiserie, die von 1996 bis 1999 in Köln und Umgebung produziert wurde.

## Handlung
Kriminalhauptkommissar Stefan Jarcyk beschließt zum Lösen von Kriminalfällen, die Jugendliche betreffen, auch eine „jugendliche“ Polizeieinheit einzusetzen. Die jungen Polizisten sollen gezielt in der jugendlichen Kriminalszene undercover ermitteln. Sie haben sich um verhältnismäßig einfache Fälle bezüglich Drogen, Diebstahl und Körperverletzung zu kümmern, allerdings zählen auch Entführung, Okkultismus und die Hausbesetzer-Szene zu ihrem Aufgabenbereich. Die fünf auserwählten Zivilbeamten kommen direkt von der Polizeischule: Der sensible Einzelgänger Kevin Peters, der Charmeur Vittorio del Favero, die verständnisvolle Türkin Nesrin Üstünkaya, der impulsive Hannes Lohberg und die selbstbewusste Michaela „Mic“ Andersen. Bei den restlichen älteren Kollegen trifft Jarcyks Idee nicht zwingend auf Zustimmung, insbesondere Polizeipräsident Siedhoff und Polizeioberrat Rattke halten die junge Einheit für überflüssig und verpassen ihr daher den Spitznamen „SK-Babies“. Doch bereits kurze Zeit später sind die jungen den älteren Kollegen deutlich überlegen.
In Folge 10 verstirbt Jarcyk infolge einer Autobombenexplosion. Sein Nachfolger wird Hauptkommissar Berg. In der 18. Folge wird Budde der neue Dienststellenleiter. Mic verlässt in Folge 33 die Gruppe, um in Berlin eine eigene Sonderkommission zu leiten. Sie wird durch Julia Hauptmann ersetzt.

## Sonstiges
- Die erste Staffel der Serie, die von Mai bis August 1996 lief, hatte im Durchschnitt 6,38 Millionen Zuschauer.[2]
- Vorbild für SK-Babies war die US-amerikanische Fernsehserie 21 Jump Street – Tatort Klassenzimmer.[3]
- 1996 wurde die Serie mit einem Goldenen Löwen (dem Vorgänger des Deutschen Fernsehpreises) für den besten Trailer ausgezeichnet.
- 2003 wurde die Serie unter dem Titel u18 – Jungen Tätern auf der Spur wiederholt.[1]
- 1997 traten die Hauptdarsteller der Serie auch in der Seifenoper Unter uns als Gäste in ihren Rollen auf. Damit ist SK-Babies Teil eines gemeinsamen Serienuniversums von Alles was zählt, Der Puma – Kämpfer mit Herz, Gute Zeiten, schlechte Zeiten, Großstadtträume, Hinter Gittern – Der Frauenknast, SK-Babies und Unter uns.

## DVD-Veröffentlichung
Seit März 2010 ist die erste Staffel als DVD-Box im Handel erhältlich.